# 超絶☆ダイナミック!
「超絶☆ダイナミック!」（ちょうぜつ ダイナミック!）は、日本のミュージシャン・吉井和哉の14枚目のシングル。2015年10月7日に日本コロムビアから発売された。

## 概要
前作から8か月ぶりとなるシングル。
初回限定盤には、吉井和哉が古巣である日本コロムビア再移籍後に発表した全てのミュージックビデオを収録。
自身のシングル作品において最も少ない累計売上枚数となった。
吉井のソロ作品としては初のアニメタイアップ。また吉井以外の作詞による作品をシングル表題曲としたのはTHE YELLOW MONKEY時代を含め初である。

## 収録曲
全編曲：吉井和哉
1. 超絶☆ダイナミック! [3:36]
(作詞：森雪之丞 作曲：吉井和哉)
フジテレビ系アニメ『ドラゴンボール超』1期（第1話 - 第76話）オープニングテーマ。
作詞は、『ドラゴンボール改』2期（魔人ブウ編）のオープニング曲「空・前・絶・後 Kuu-Zen-Zetsu-Go」に続き、森雪之丞が担当。
本作のリリースに際しコメントを寄せた吉井は、「子供達が学校の帰り道につい口ずさんでしまうメロディー。そして、その歌を呟けば、思わず強くなれるような、力が湧いてくるような曲を作りたいと思いました。僕が孫悟空に持つイメージでもある、優しくて大きな強さの中にあるセクシーさも表現したかった」と語っている[2]。
TRIAD主催のライブイベント「TRIAD ROCKS -Columbia vs Triad-」の入場者へ出演者の未発表曲などをダウンロードできるカードが配布され、当時リリース未定だった本楽曲のTVサイズ音源がプレゼントされた。
ライブではリリース当時に出演した「フジソニック 2015」で披露されたのみで、2ヶ月後に行われた「Kazuya Yoshii Beginning & The End」ツアーでもセットリストにいっさい入っていない。自身のワンマンライブにおいて唯一演奏されていないシングル表題曲である。
2. ロマンティックあげるよ [3:56]
(作詞：吉田健美 作曲：いけたけし)
初代「ドラゴンボール」エンディングテーマのカバー。
菊地英昭がギターで参加している。
「Kazuya Yoshii Beginning & The End」ツアーにおける名古屋公演にて、偶然名古屋に居合わせた菊地からの提案で飛び入り参加、「FINAL COUNTDOWN」と本曲をセッションした。
3. Cho-Zets☆Dynamic! [3:36]
(作詞：EMI K.Lynn 作曲：吉井和哉)
「超絶☆ダイナミック！」の英語詞ヴァージョン。
4. 超絶☆ダイナミック! (instrumental)  [3:36]
5. ロマンティックあげるよ (instrumental)  [3:56]

### 初回限定盤DVD(MV集)
1. クリア
2. (Everybody is) Like a Starlight
3. (Everybody is) Like a Starlight -シルエット Ver.-
オリジナルヴァージョンの公開直前に、星が見える時間帯限定で公開されたシルエットヴァージョン。
4. 超絶☆ダイナミック!

## 参加ミュージシャン
- 超絶☆ダイナミック！
  - 吉井和哉 - ボーカル、ギター
  - ジョシュ・フリーズ（英語版） - ドラム
  - クリス・チェイニー（英語版） - ベース
  - アラン・ヨハネス（英語版） - ギター

- ロマンティックあげるよ
  - 吉井和哉 - ボーカル、ギター
  - 吉田佳史（TRICERATOPS） - ドラム
  - 三浦淳悟（ペトロールズ） - ベース
  - 菊地英昭 - ギター
  - 磯貝サイモン - キーボード